# Scotorythra capnopa
Scotorythra capnopa är en fjärilsart som beskrevs av Edward Meyrick 1899. Scotorythra capnopa ingår i släktet Scotorythra och familjen mätare. Inga underarter finns listade.